# 史坦尼斯瓦夫·萊姆

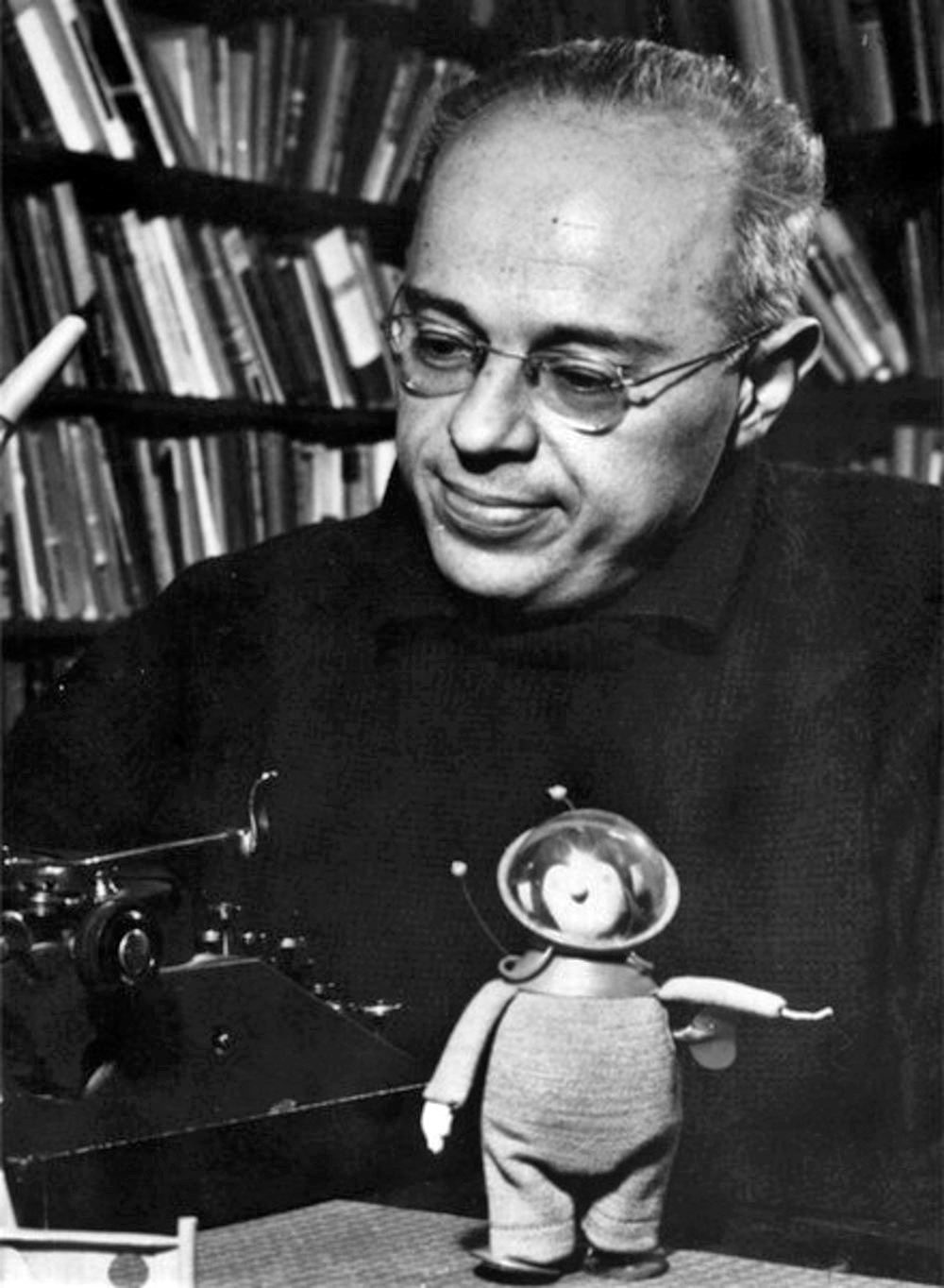
史坦尼斯瓦夫·萊姆和宇航員玩具（1966年攝）

史坦尼斯瓦夫·萊姆（波蘭語：Stanisław Herman Lem，波蘭語：[staˈɲiswaf ˈlɛm] ⓘ，1921年9月12日—2006年3月27日），波蘭科幻小說作家。
他的作品常探討哲學主題：科技的影響、智慧的本質、與外星人互相理解的可能性、人類能力限制。他的许多科幻小说都具有讽刺和幽默的特点。其作品的英譯本大多由Michael Kandel翻譯。

## 生平
他生於利沃夫，父親是喉科學家、前奧匈帝國軍隊醫生。他是猶太人，在羅馬天主教的環境下長大，但萊姆自認無神論者。。他在利沃夫大學接受醫學訓練。第二次世界大戰時，萊姆假冒汽車技工，暗地裡參加反抗德國人的組織。戰後，波蘭東部歸烏克蘭蘇維埃社會主義共和國統治。他一家跟許多波蘭人一樣，搬到克拉科夫。萊姆在亞捷隆大學繼續學業，可是最後因為拒絕按李森科主義回答問題，考試不及格。這使得他不能成為軍醫。他選擇當研究助理，閑時寫小說。

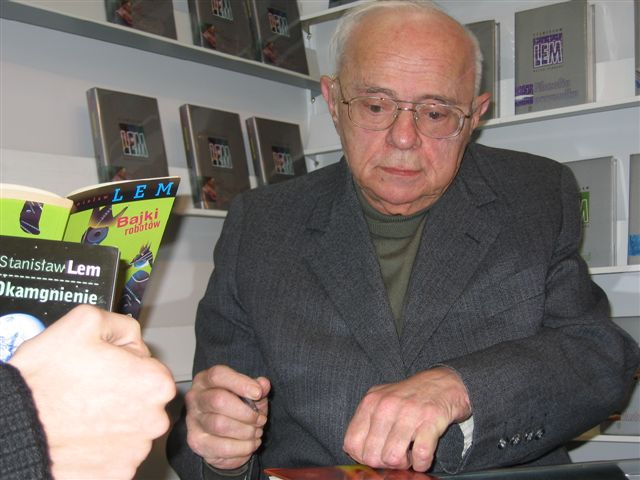
萊姆於2005年10月30日在克拉科夫簽書

1946年，他開始寫詩。在此之前，他寫過幾本一角小說。在那一年，他寫了第一本科幻小說《火星來的人》（Człowiek z Marsa）。
當時，波蘭政府規定出版作品必先經審查機構批准。1948年他寫成半自傳式小說《Hospital of the Transfiguration》（Szpital Przemienienia），直至1955年，萊姆加入了一段符合社會主義寫實主義的情節，方獲通過出版。1951年，審查機構將《太空人》（Astronauci）定性為少年科幻小說，萊姆被逼加入大量關於「共產主義的美好前景」的內容。不過這種種未令萊姆放棄成為全職作家。
1956年發生了波蘭十月，波蘭開始去斯大林化，人們有更大的言論自由。萊姆開始當全職作者，接着12年內，他寫了17本書。其中一些書籍的譯本出現在東方集團國家內的書店。
1957年他發表首部非小說作品《對話》（Dialogi）。1964年他出版了《技术大全》(Summa Technologiae)，內容包括當時只在「紙上談兵」層面的技術如虛擬真實、納米科技等，如何影響人類的思想。之後他繼續發表小說和此類哲學文章，到了1980年代他開始集中後者。
1974年，幽默短篇小說集《机器人大师》（Cyberiada）出現英譯本。與外星人接觸這個主題出現在《索拉里斯星》（Solaris, 1961年）、《其主之聲》（Głos pana, 1983年）、《慘敗》（Fiasko, 1986年）三部小說內。《索拉里斯星》曾多度被改編為電影。
1982年，波蘭頒布戒嚴令，萊姆先後搬到西柏林、維也納。1988年回到家鄉。2006年逝世。

## 纪念
波兰众议院将2021年（莱姆出生100年）指定为「莱姆年」，计划举办活动与出版书籍纪念他。

## 影响
热门城市规划游戏《模拟城市》的部分灵感来自莱姆的《机器人大师》。电子游戏《群星》也深受莱姆作品的启发。
电影《51号星球》中的一个主要角色——外星人莱姆，就是编剧乔·斯蒂尔曼以斯坦尼斯瓦夫·莱姆的名字命名的。
《索拉里斯星》于1968年被俄罗斯导演鲍里斯·尼伦伯格拍成电影，1972年又被俄罗斯导演安德烈·塔可夫斯基拍成电影——该片于1972年获得戛纳电影节评审团特别奖，2002年被史蒂文·索德伯格拍成电影。影评人指出，塔可夫斯基的改编对后来的科幻电影产生了影响，如《黑洞表面》（1997年） 和克里斯托弗·诺兰的《盗梦空间》（2010年）。
他的作品还有其他一些戏剧和音乐改编作品。然而，莱姆本人对大多数改编作品都持批评态度。唯一的例外是1968年由安杰依·瓦伊达改编的《千层糕》。2013年，以色列和波兰联合制作的《未来学大会》上映，该片的灵感来自莱姆的同名小说。
久尔吉·帕尔菲（György Pálfi）执导了《其主之声》的同名改编电影，该片于2018年上映。
2023年，11 Bit Studios 发行了冒险游戏《无敌号》。游戏改编自莱姆1964年的同名小说。

## 主要著作
- 《索拉里斯星》
- 《完美的真空》
- 《未来学大会》
- 《其主之声》
- 《惨败》
- 《无敌号》
- 《机器人大师》
- 《伊甸》
- 《莱姆狂想曲》
- 《技术大全》
- 《星际旅行日记》
- 《太空旅行者的回忆录》

## 外部連結
- 官方网站, maintained by Lem's son and secretary
  - forum.lem.pl （页面存档备份，存于）, internet forum about Lem and his works
  - Lemopedia, The Lem Encyclopedia （页面存档备份，存于） wiki
- 史坦尼斯瓦夫·萊姆在豆瓣上的资料（简体中文）
- 互联网档案馆中史坦尼斯瓦夫·萊姆的作品或与之相关的作品
- 網路推理小說資料庫上的Stanisław Lem
- 史坦尼斯瓦夫·萊姆在互联网电影资料库（IMDb）上的資料（英文）
- Stanisław Lem: Did the Holocaust Shape His Sci-Fi World? （页面存档备份，存于） from Culture.pl